# Vitão (futebolista)
Vitor Eduardo da Silva Matos, mais conhecido pelo apelido Vitão (Jacarezinho, 2 de fevereiro de 2000), é um futebolista brasileiro que atua como zagueiro. Atualmente, defende o Internacional.

## Carreira

### Início
Nascido em Jacarezinho, no Paraná, Vitão começou sua carreira na escolinha Pequeno Craque, de sua cidade natal e após fazer uma peneira em 2014, passou a jogar pelo PSTC. Após ficar somente um ano no clube de Cornélio Procópio e ter sido reprovado em testes do Coritiba e do Athletico Paranaense, chegou ao Palmeiras em 2015 depois de um olheiro do clube observa-lo e o convidar para atuar pelo clube.

### Palmeiras
Em maio de 2018, renovou seu contrato até 2023 e tem multa avaliada em 40 milhões de euros para o exterior.
Alçado pelo técnico Felipão, fez sua estreia pelo Alviverde em 20 de março de 2019, na vitória por 1–0 sobre a Ponte Preta, em partida válida pela última rodada do Campeonato Paulista. Ainda altenando entre time principal e Sub-20, Vitão foi chamado por Tite para treinar com a Seleção Principal, entre os dias 24 à 26 de maio.
Renovou seu contrato com o Palmeiras mais uma vez em maio de 2019, até abril de 2024.

### Shakhtar Donetsk
Após ter poucas chances e atuar em somente uma partida pelo Palmeiras, foi acertada a sua transferência ao Shakthar Donestk, da Ucrânia, no dia de 2 de setembro de 2019, por valores que não foram divulgados.
Atuando pelo Sub-21 do Shakthar com o intuito de se preparar para o time profissional, Vitão fez um gol logo em sua estreia no Campeonato Ucraniano Sub-21, contra o Zorya.

#### 2019–20
Fez sua estreia pelo time principal do Shakthar na vitória por 3–2 sobre o Dynamo Kyiv, tendo atuado ainda nos 3 jogos seguintes: 2 como titular (vitórias de 4–2 sobre o Desna e Kolos por 2–0) e 1 entrando no 2° tempo, no empate por 2–2 contra o Oleksandriya na última rodada do Campeonato Ucraniano, com o Shakthar sendo campeão.

#### 2020–21
Em 1 de dezembro, em partida diante do Real Madrid, atuou nos 90 minutos da vitória do Shakhtar por 2–0 e foi elogiado pelo seu desempenho, realizando 6 cortes, 3 interceptações e brecando o time merengue sem cometer faltas, além de vencer todos os 5 duelos pela bola em que esteve, ficando com 100% de aproveitamento no quesito.

### Internacional
Foi anunciado como 11º reforço do Internacional para a temporada em 7 de abril de 2022 por um empréstimo de três meses permitido pelo Shakhtar, devido ao fato da FIFA autorizar jogadores de clubes ucranianos a negociarem com outros clubes por causa da Guerra Russo-Ucraniana. Foi apresentado no dia seguinte, escolhendo o número 44 de camisa.
Sua estreia pelo colorado foi em 26 de abril, na vitória por 1–0 sobre Independiente na 3ª rodada do Sul-Americana. Vitão atuou por 75 minutos e foi substituído por Gabriel Mercado por ter cansado, tendo sido essa a sua primeira partida após cinco meses sem atuar. Seu primeiro gol pelo clube foi logo em sua segunda partida, tendo feito o gol do Inter no empate com o Juventude pela 5ª rodada do Campeonato Brasileiro em 8 de maio.
Em junho de 2022, foi anunciado que a diretoria colorada conseguiu a renovação de seu empréstimo até junho de 2023.

## Seleção Brasileira

### Brasil Sub-15
No dia 30 de outubro de 2015, foi um dos 22 convocados pelo técnico Guilherme Dalla Déa para a Seleção Brasileira Sub-15 para a disputa do Campeonato Sul-Americano Sub-15 de 2015 na Colômbia, no qual o Brasil se sagrou campeão do torneio ao bater o Uruguai na final nos pênaltis por 5–4, após um empate de 0–0 no tempo normal.

### Brasil Sub-17
Foi convocado para disputar a Copa BRICS de 2016, um torneio amistoso contra os países do bloco BRICS. Fez um gol na partida de estreia contra a China, vencida por 2–0 pelo Brasil e ao final, se sagrou campeão do torneio ao ganhar da África do Sul por 5–1.
Em 16 de fevereiro de 2017, esteve na lista dos 23 convocados da Seleção Sub-17 do técnico Carlos Amadeu para a disputa do Campeonato Sul-Americano Sub-17 de 2017, sendo o capitão da equipe, além de se sagrar campeão com a Seleção ao golear o Chile por 5–0 na final, sendo esse o 12° do Brasil na competição.
No dia 8 de setembro, foi um dos 21 convocados para a disputa do Mundial Sub-17 de 2017, na Índia, sendo mais uma vez escolhido como o capitão da Seleção. Porém, o Brasil acabou sendo desclassificado na semifinal da competição ao perder por 3–1 para a Inglaterra, disputando o 3° lugar contra o Mali e ganhando por 2–0.

### Brasil Sub-20
Em 13 de dezembro de 2018, foi um dos 23 convocados para a disputa do Campeonato Sul-americano Sub-20 pelo técnico Carlos Amadeu, disputado no Chile. Porém, o Brasil fez uma da piores campanhas de sua história, sendo eliminado na primeira fase do torneio e ficando de fora do Mundial Sub-20 de 2019.

### Brasil Sub-23
Foi convocado pelo técnico André Jardine para substituir o zagueiro Ibañez, cortado por lesão, na disputa de dois amistosos contra a seleção principal de Cabo Verde e o Sub-24 da Sérvia, nos dias 5 e 8 de junho de 2021, na Sérvia, sendo essa a sua primeira convocação para o Sub-23.
Voltou a ser chamado em 18 de agosto de 2023 pelo técnico Ramon Menezes, para dois amistosos contra Marrocos nos dias 7 e 11 de setembro, respectivamente.

## Estatísticas
Atualizadas até dia 13 de agosto de 2023.[carece de fontes?]

### Clubes
| Clubes            | Temporada         | Campeonato Nacional | Campeonato Nacional | Copa Nacional[a] | Copa Nacional[a] | Competições Continentais[b] | Competições Continentais[b] | Outros torneios[c] | Outros torneios[c] | Total | Total |
| Clubes            | Temporada         | Jogos               | Gols                | Jogos            | Gols             | Jogos                       | Gols                        | Jogos              | Gols               | Jogos | Gols  |
| ----------------- | ----------------- | ------------------- | ------------------- | ---------------- | ---------------- | --------------------------- | --------------------------- | ------------------ | ------------------ | ----- | ----- |
| Palmeiras         | 2018              | 0                   | 0                   | 0                | 0                | –                           | –                           | 0                  | 0                  | 0     | 0     |
| Palmeiras         | 2019              | 0                   | 0                   | 0                | 0                | –                           | –                           | 1                  | 0                  | 1     | 0     |
| Palmeiras         | Total             | 0                   | 0                   | 0                | 0                | 0                           | 0                           | 1                  | 0                  | 1     | 0     |
| Shakhtar Donetsk  | 2019–20           | 0                   | 0                   | 0                | 0                | 0                           | 0                           | 0                  | 0                  | 4     | 0     |
| Shakhtar Donetsk  | 2020–21           | 10                  | 0                   | 0                | 0                | 7                           | 0                           | 0                  | 0                  | 17    | 0     |
| Shakhtar Donetsk  | 2021–22           | 9                   | 0                   | 1                | 0                | 5                           | 0                           | —                  | —                  | 15    | 0     |
| Shakhtar Donetsk  | Total             | 19                  | 0                   | 1                | 0                | 11                          | 0                           | 0                  | 0                  | 36    | 0     |
| Internacional     | 2022              | 31                  | 2                   | —                | —                | 7                           | 0                           | —                  | —                  | 38    | 2     |
| Internacional     | 2023              | 15                  | 0                   | 3                | 0                | 7                           | 0                           | 12                 | 0                  | 37    | 0     |
| Internacional     | Total             | 46                  | 2                   | 3                | 0                | 14                          | 0                           | 12                 | 0                  | 75    | 2     |
| Total na carreira | Total na carreira | 55                  | 2                   | 4                | 0                | 25                          | 0                           | 13                 | 0                  | 112   | 2     |

- a. ^ Jogos da Copa da Ucrânia
- b. ^ Jogos da Liga Europa da UEFA, Liga dos Campeões da UEFA, Copa Sul-Americana e Copa Libertadores da América
- c. ^ Jogos do Campeonato Gaúcho

## Títulos

### Base

#### Palmeiras
- Copa do Brasil Sub-17: 2017
- Copa do Brasil Sub-20: 2019
- Campeonato Brasileiro Sub-20: 2018
- Campeonato Paulista Sub-20: 2018 e 2019

### Profissional

#### Shakthar Donestk
- Campeonato Ucraniano: 2019–20
- Supercopa da Ucrânia: 2021

#### Internacional
- Campeonato Gaúcho: 2025

### Seleção Brasileira

#### Sub-15
- Campeonato Sul-Americano Sub-15: 2015

#### Sub-17
- Campeonato Sul-Americano Sub-17: 2017